# 亞伯拉罕·林肯雕像 (林肯紀念堂)
亞伯拉罕·林肯（英語：Abraham Lincoln，1920年）是美國第16任總統亞伯拉罕·林肯（1809-1865）的大型坐姿雕塑，由丹尼爾·切斯特·弗倫奇（1850-1931）設計，並由皮奇里利兄弟雕刻。它保存於美國華盛頓特區國家廣場的林肯紀念堂，於 1922年揭幕。該作品遵循著布雜藝術和美國文藝復興風格的傳統。

## 說明
這座170噸重的雕像，由28塊白色喬治亞大理石（來自喬治亞大理石公司）組成，從地板升起30英尺（9.1公尺），包括 19 英尺（5.8公尺）的坐姿（與扶手椅和腳凳）在 11 英尺（3.4公尺）高的基座上。林肯的身影直視前方，微微下垂，神情凝重。他的長外衣沒有釦子，還有一面巨大的美國國旗披在椅背和兩側。法國人特別注意林肯富有表現力的雙手，將手擱在半圓形禮儀椅的巨大扶手上，其正面帶有束棒，這是古羅馬權威的象徵。弗倫奇是藉由自己的手指模型來實現手部正確的放置。

## 歷史

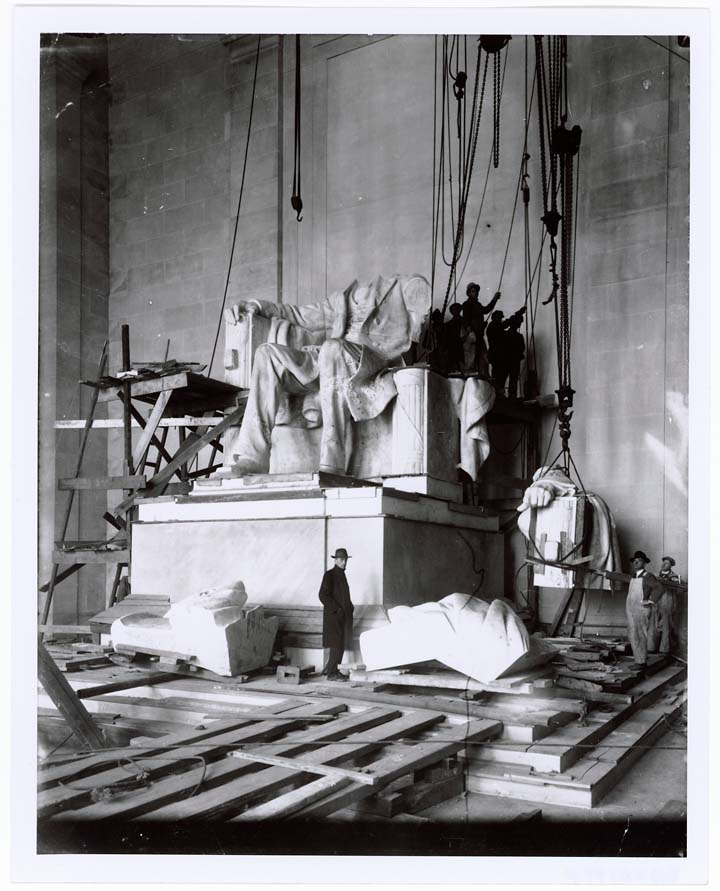
正在組裝的林肯雕像，1920年

丹尼爾·切斯特·弗倫奇於1914年被林肯紀念委員會選中設計林肯雕像，作為由建築師亨利·培根（1866-1924年）設計的林肯紀念堂一部分。在此之前，弗倫奇已經因其創作在麻薩諸塞州康科德的“一分钟人”雕塑（1874年）和約翰哈佛雕像（1884年）等其他作品而聞名。他也是與他合作近25年的培根所做的私人選擇。因此，弗倫奇在該年辭去了華盛頓特區美術委員會主席的職務，並於12月開始林肯雕像的設計工作。
弗倫奇在先前曾於內布拉斯加州林肯市的內布拉斯加州議會大廈創建了一尊林肯的紀念雕像（1912年）——這尊雕像是站立的。因此他此前已經大量對於林肯的研究——包括傳記、照片和1860年由倫納德·沃克完成的林肯死亡面具，讓他此次雕像的挑戰性任務做好了準備。對於國家紀念館，他和培根認為雕像呈現坐姿型態是最合適的。弗倫奇從一個小型粘土研究開始，隨後創建了幾個石膏模型，每次都會根據人物的姿勢或設置進行細微的改變。他並未讓總統坐在普通的 19 世紀座椅上，而是坐在具有古典樣式特徵的椅子上，包括設有作為古羅馬權威的象徵的束棒，更突顯出林肯作為時代的傑出人物地位。

### 安裝雕像
林肯雕像的三個石膏模型，位於馬薩諸塞州斯托克布里奇的國家信託歷史遺址，以及弗倫奇位於切斯特伍德的工作室製作，並先製作了一個石膏素描（1915年）、和一個六英尺的石膏模型（1916 年）。1916年夏天（銘刻於10月31日）在切斯特伍德創作的第二塊法國石膏，成為最終雕像作品的基礎，最初，弗倫奇設想雕像為12英尺（3.7 米）的青銅雕像。在決定最終雕像的尺寸時，弗倫奇和培根將模型的照片放大到正在建設的紀念堂。最終，弗倫奇的長期合作者皮奇里利兄弟公司被委託在佐治亞州泰特附近的一個採石場，以大理石雕刻一個更大的雕塑。
弗倫奇的設計花了整整一年的時間才轉移到巨大的大理石塊上。1920年，在紐約市布朗克斯的雕刻師工作室完工，雕像部件被運往國家廣場的紀念館中組裝，法國人提供了最後的調整，即雕像的光源照明問題。在創作這件作品時，弗倫奇了解到大型天窗能夠從頭頂提供直接、自然的照明，然而這並未包含在最終的計劃中。當雕像完成後，來自東方的水平光線讓林肯雕像的五官顯得扁平——讓他看起來呆呆地凝視著遠方，而不是帶著凝重的表情。弗倫奇認為這是一場災難，最後設計了一種電燈裝置來糾正這種情況。
該作品於1922年5月30日在林肯紀念堂的正式奉獻儀式上揭幕。

## 圖片

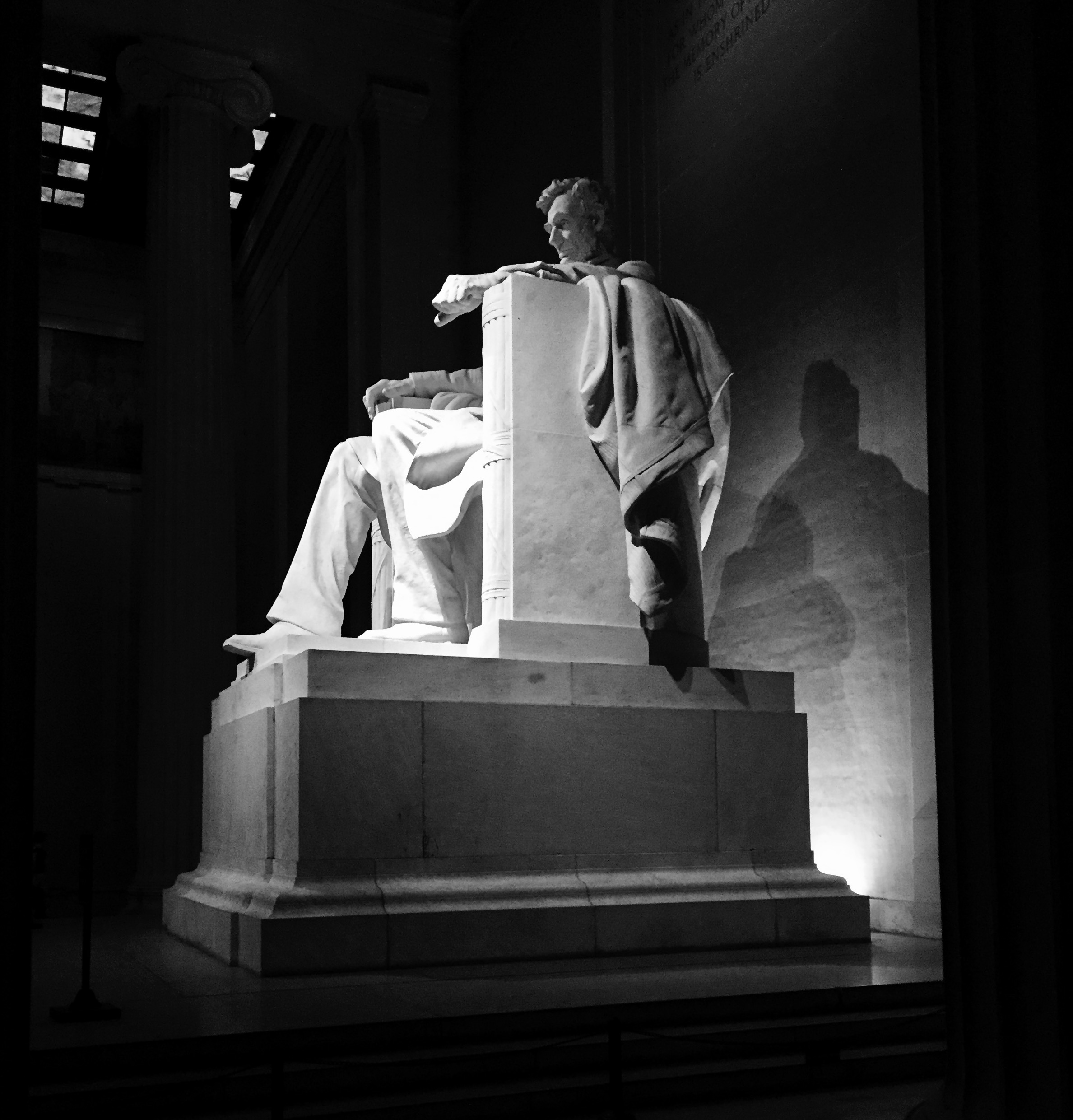
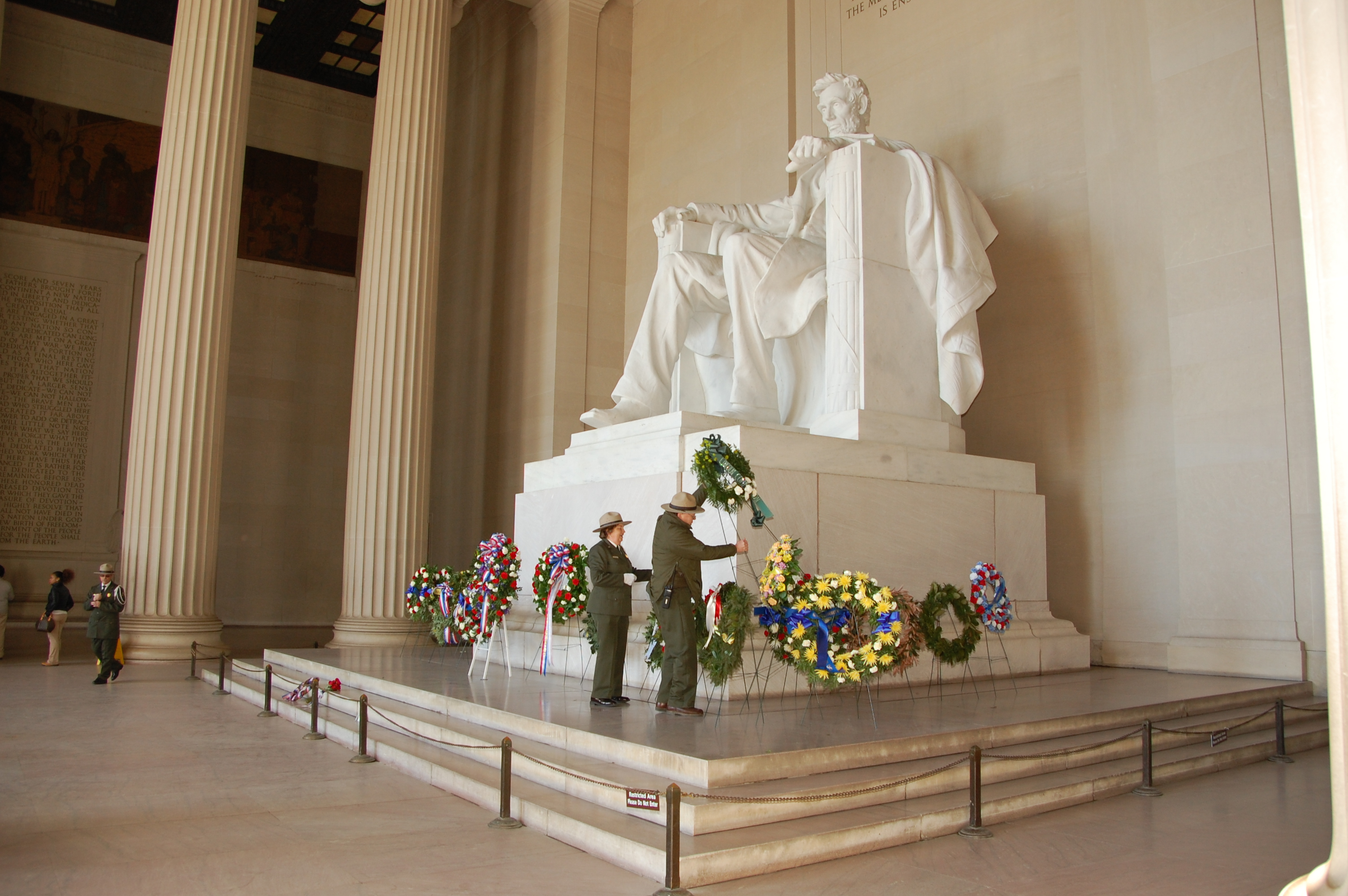
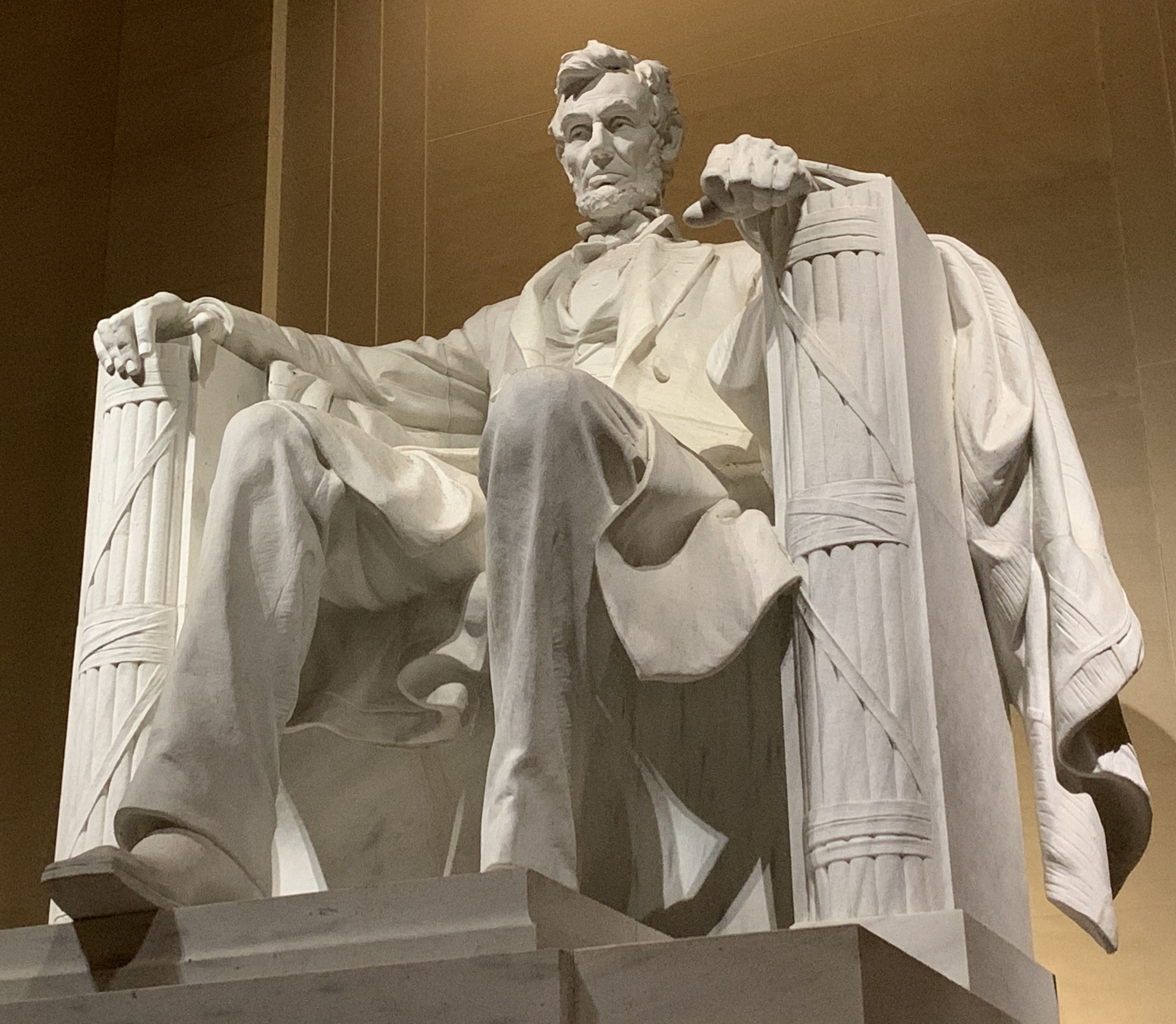
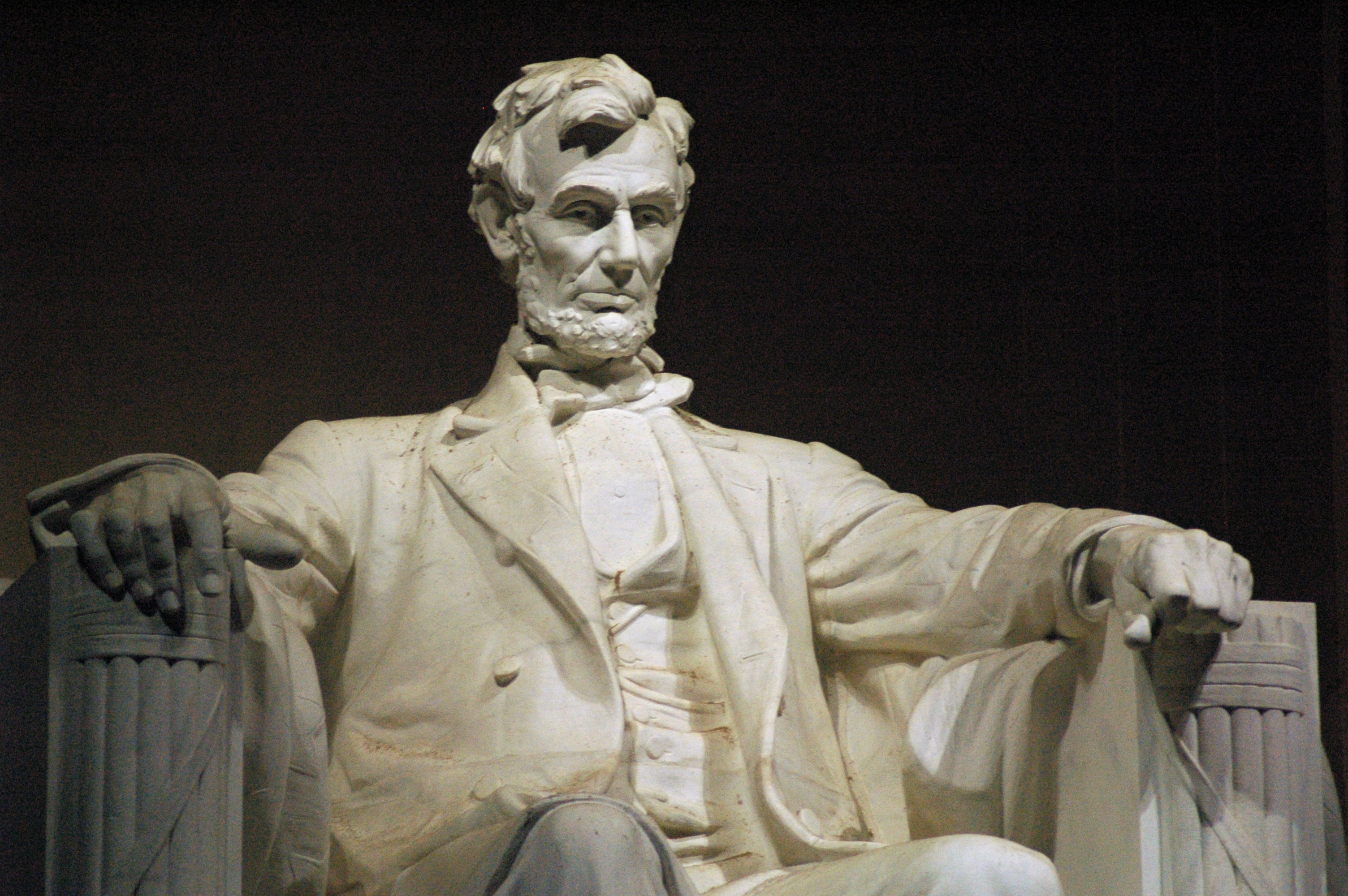

## 其他

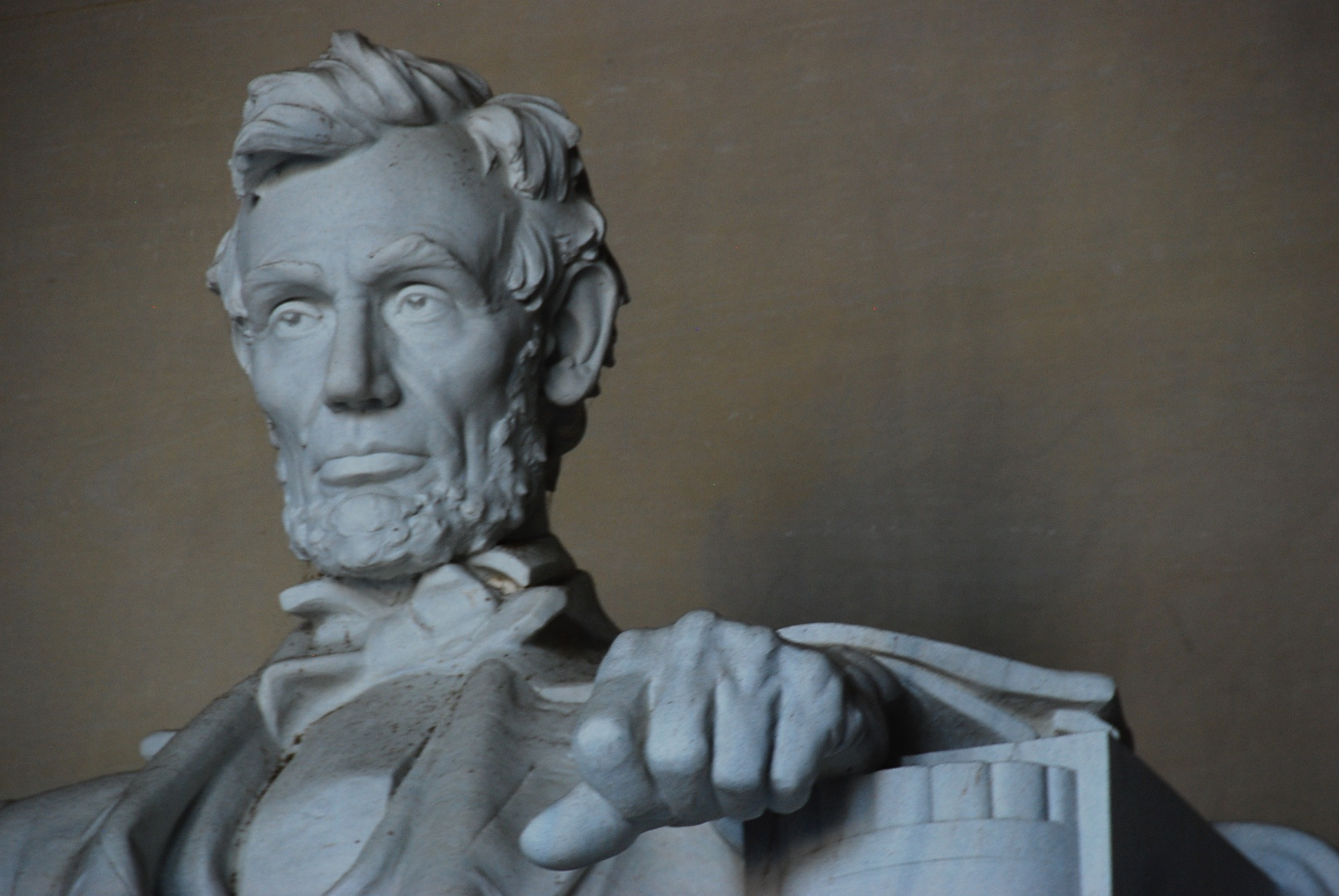
一些學哲推測雕塑家可能對林肯雕像使用手語，因為雕像的左手形成一個“A”，而右手描繪一個“L”

有些都市傳說認為，羅伯特·E·李將軍的臉刻在林肯雕像的後腦勺上，並且回頭望相波托馬克河對面，即他的故居阿灵顿宫處（現在在阿靈頓國家公墓範圍內）。另一個流行的傳說是林肯的手使用手語來代表他的姓名首字母，他的左手籤的是"A"，而他的右手籤的是"L"。不過，國家公園管理局已經否認這兩個傳說。
然而，歷史學家傑拉德·J·普羅科波維奇寫道，雖然尚不清楚雕塑家弗倫奇是否打算將林肯的手做成他首字母縮寫的手語版本，但可能是法國人確實有意這樣做，因為他熟悉美國手語，他這樣做是有理由的，那就是向林肯致敬，由於林肯簽署了聯邦立法，授予聾人大學高立德大學授予學位的權力。
國家地理學會的出版物“Pinpointing the Past in Washington, D.C.（在華盛頓特區查明過去）”指出，丹尼爾·切斯特·弗倫奇確實有一個聾啞的兒子，因此雕塑家相當熟悉手語。歷史學家詹姆斯·A·培可可觀察到，儘管沒有現存的文件表明法國人刻有林肯的手來代表美國手語中的字母“A”和“L”，但我認為可以雕像確實有一定合理性對於手勢的總結。

## 外部連結
- Save Outdoor Sculpture Survey （页面存档备份，存于）